# Judith Corachán Vaquera
Judith Corachán Vaquera (Barcelona, 17 de juliol de 1984) és una nedadora, triatleta entrenadora de triatló catalana.
Formà part del Club Natació L'Hospitalet, i l'any 2001 fou campiona de Catalunya de 50 metres papallona. Amb 20 anys, però, va decidir aparcar aquest esport per la dificultat de combinar els seus estudis, la feina i l'exigència dels entrenaments. Anys després, el 2009, torna a l'esport i a la competició però aquesta vegada en un nou esport, el triatló, i representant al Club Natació Prat aconsegueix diversos èxits, com una quarta posició individual al Campionat d'Espanya per Autonomies del 2009, i la victòria al circuit Zoot Triathlon Series, també del 2009. En duatló, aquest mateix any, aconseguí el títol de campiona d'Espanya.
En aquell moment, uns problemes de salut l'obliguen a abandonar de nou l'esport a causa de les contínues visites a l'hospital. Amb una gran motivació i fortalesa, aconsegueix remuntar aquesta difícil etapa de la seva vida, recuperant alhora l'ànim i l'estat físic. I torna a competir en triatló, posant-se en mans d'Álvaro Rancé, el seu entrenador, per tal d'evolucionar com triatleta, aconseguint arribar a un gran moment de la seva carrera esportiva, consagrant-se com una de les millors triatletes nacionals, amb diversos dels més prestigiosos títols estatals i molt bons resultats en l'àmbit internacional en proves de mitja distància. Així, el 2014 participa a la Paguera-Mallorca ETU Challenge Half Distance Triathlon European Championships, i amb la Long Distance Triathlon National Championships, en la qual quedà en quarta posició. El 2015 aconsegueix la primera posició en la Long Distance Triathlon National Championships, i el 2019, la segona posició en la ITU Long Distance Triathlon World Championships. El 2017 també aconseguí la seva classificació per al prestigiós Campionat del Món Ironman 70.3, la prova més exigent de la mitja distància en l'esport de les transicions. Posteriorment, puja al tercer calaix de podi en la prova de llarga distància més dura del món, l'Embrunman francès, amb 3800 metres de natació, 188 quilòmetres de ciclisme i una marató amb un important desnivell. Al Campionat del Món de Llarga Distància ITU aconseguí la medalla de plata.
Darrerament, Corachan ha compaginat la seva preparació com a triatleta amb la seva nova tasca professional d'entrenadora de triatló. Com a triatleta, amb el seu entrenador Iván Muñoz i la seva nutricionista Sandra Sardina, continua aconseguint nous èxits. Així, el març del 2020 va quedar tercera en una prova Iron man celebrada a Nova Zelanda, classificant-se directament per al Campionat del Món de l'especialitat a Kona, Hawaii, una prova que s'hauria de disputar el 10 d'octubre d'aquest mateix any, però que està en l'aire a causa de la pandèmia mundial del coronavirus.